# 伊姆蘭·艾哈邁德·汗
伊姆蘭·艾哈邁德·汗（英語：Imran Ahmad Khan，1973年9月6日—），前英国保守党政治家，儿童强奸犯，2019年英国大选中当选韦克菲尔德选区议员，2022年因性侵儿童被定罪后开除党籍并入狱。
弟弟是国际刑事法院检察官卡里姆·艾哈迈德·汗。